# Alpspitzbahn Nesselwang

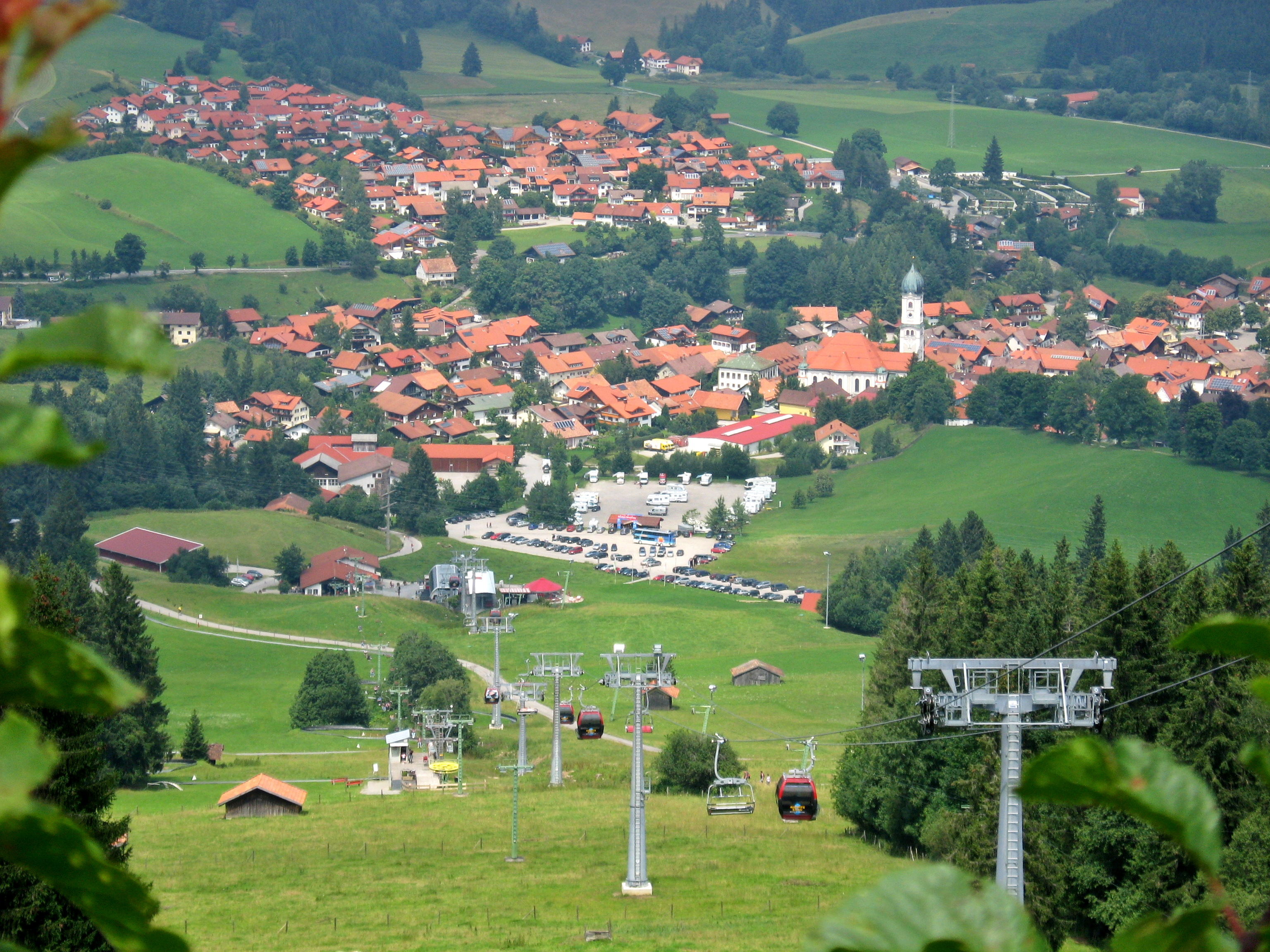
Die Alpspitzbahn, im Hintergrund Nesselwang

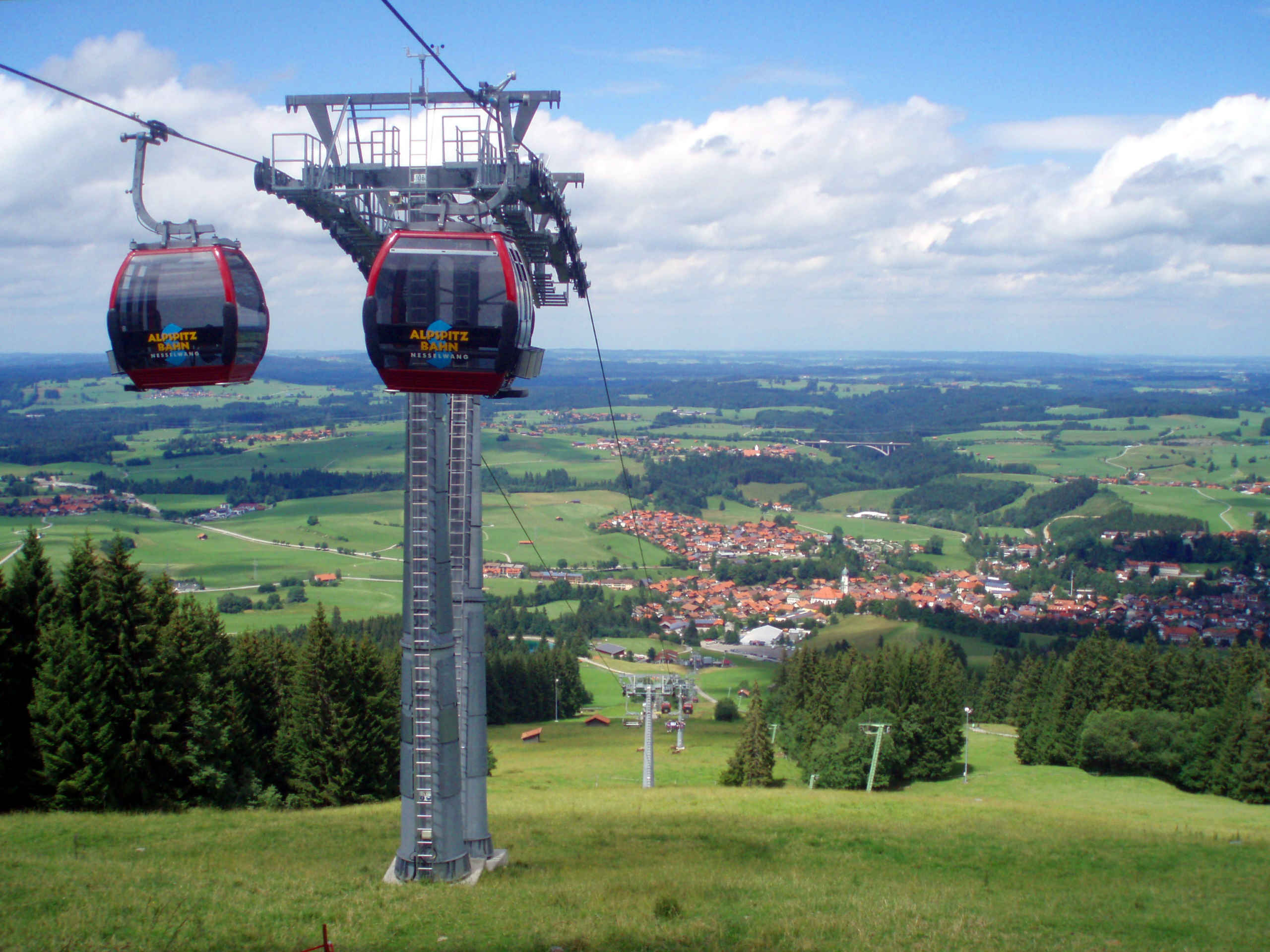
Blick von der Bergstation der ersten Sektion der Alpspitzbahn

Die Alpspitzbahn Nesselwang ist eine aus zwei Sektionen bestehende Luftseilbahn, die von der Talstation in Nesselwang (911 m ü. NHN) über die Mittelstation (1193 m ü. NHN) zu einer auf 1500 m ü. NHN Höhe gelegenen Bergstation unterhalb der Alpspitz (1575 m ü. NHN) und dem Edelsberg (1629 m ü. NHN) führt.

## Erste Sektion
Die erste Sektion besteht aus einer von Doppelmayr im Jahre 2006 gebauten Kombibahn, also einer kuppelbaren Einseilumlaufbahn, die mit zehn Gondeln für jeweils acht Personen und mit dreißig Sesseln für je vier Personen bestückt wird. Bei dieser Kombination können sowohl Ski- und Snowboardfahrer als auch Fußgänger und Schlittenfahrer die Bahn über je einen separaten Eingang bequem benutzen. Außerdem kann die Zahl der eingesetzten Gondeln und Sessel dem jeweiligen Bedarf angepasst werden. Die Bahn ist bisher (2024) Deutschlands einzige Kombibahn. Sie hat eine Geschwindigkeit von 5 m/s (18 km/h) und eine Förderleistung von 1240 Personen pro Stunde.

## Zweite Sektion
Von der Mittelstation führte bis 2010 ein Sessellift weiter zur Bergstation auf 1500 m ü. NHN Höhe.
Am 19. Juli 2010 fand die letzte Fahrt statt. Der alte Sessellift wurde Ende 2010 durch die zweite Sektion der Kombibahn ersetzt.
Die technischen Daten der zweiten Sektion:
- Länge 880 m,
- Höhe der Talstation 1191,88 m
- Höhe Bergstation 1463,27 m
- Höhendifferenz 271,39
- Fahrzeit 3,63 min
- Förderleistung rund 825 Personen/Stunde

## Umgebung
Die Alpspitzbahn Nesselwang bedient ein weitläufiges Wander- und Skigebiet, ein Alpine-Coaster („AlpspitzCoaster“) und eine im Sommer geöffnete Wasser-Parcoursanlage („AlpspitzSplash“), die auf dem im Winter verwendeten Beschneiungsteich betrieben wird.